# Патасте
Па́тасте (ест. Pataste küla) — село в Естонії, у волості Тарту повіту Тартумаа.

## Населення
Чисельність населення на 31 грудня 2011 року становила 119 осіб.

## Географія
Через населений пункт проходить автошлях 3 (Йигві — Тарту — Валґа), естонська частина європейського маршруту E264.

## Історія
До 25 жовтня 2017 року село входило до складу волості Табівере повіту Йиґевамаа.